# 死の勝利 (美術)
死の勝利（しのしょうり、伊語：Il trionfo della morte、英語：The Triumph of Death）とは、キリスト教美術における教訓画のテーマ。あらゆる生者が、擬人化された「死」に支配される様子を描き、万人に逃れられない死への警句を示したものである。特に、イタリアのフレスコ画によく描かれた。

## 歴史的背景

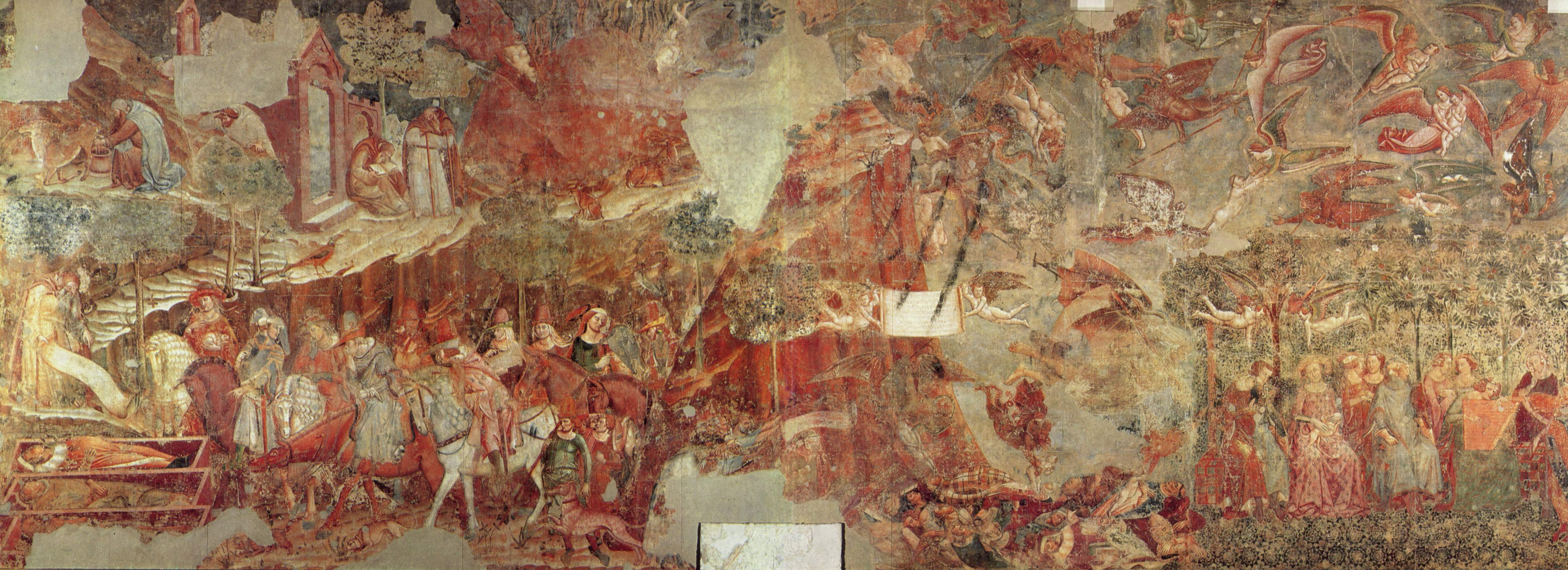
ピサ、ドゥオモ広場内カンポサント壁画（1355年頃、ブオナミーコ・ブファルマッコ作と推定）

このテーマが発達した背景には、14世紀中頃のヨーロッパにおけるペストの大流行がある。1347年頃にアジアからの貿易船を通じてシチリア島に上陸したペスト（黒死病）は、数年の間にイタリアからヨーロッパ全土へと爆発的に伝染した。当時のイタリアの文化的中心地であったフィレンツェとシエーナでは、人口の約半分を喪失したといわれる。
こうした社会情勢の中で、人々の間では「メメント・モリ」（羅語：memento mori、「死を記憶せよ」）の警句が言い習わされるようになった。同時期に活動した人文主義者ペトラルカの叙事詩『凱旋』（1351年-1374年）にも、「死の凱旋」の一章がある。また、地中海貿易や都市国家の発達によって力を伸ばしゴシック美術における有力なパトロンとなっていた有力市民やコムーネの力が後退し、代わって教会勢力が芸術・文化の保護者として再台頭し、「黒死病後の絵画」とも言うべき、厳しい宗教観や危機感の表れた保守的で重苦しい絵画がフィレンツェやシエーナでは主流となった。
このような背景のもと、主にイタリアの聖堂におけるフレスコ画として発達したのが、骸骨などの姿で擬人化された「死」が、あらゆる階級の生者を支配しあるいは打ち倒す様子を描いた「死の勝利」のテーマである。同様にペストの蔓延を背景として発達した美術テーマに、骸骨姿の死が生者に語りかけ、やがて老若男女や身分職業を問わずあらゆる人々の手を取り、踊りながら墓地へと導いていく「死の舞踏」があるが、「死の勝利」はより恐怖や凄絶さにあふれたテーマと言える。

## 作例
イタリアにおける古い作例として、アンドレア・オルカーニャ作の、フィレンツェのサンタ・クローチェ聖堂壁画（1350年頃）がある。この作品は剥落により断片的にしか残っておらず、現在は聖堂の付属美術館に所蔵されている。他に、ブオナミーコ・ブファルマッコ作と推定されるピサのドゥオモ広場内のカンポサントの壁画や、パレルモのスクラファーニ宮殿、クルゾーネのディシプリーニ礼拝堂などに作例が見られる。
時代が下り、初期フランドル派の画家ピーテル・ブリューゲルは1562年頃に油彩画で死の勝利を描いたが、ブリューゲルは1552年から1554年ないし55年まで長期のイタリア旅行を行っており、このイタリア旅行の間に前述したいずれかの「死の勝利」の作例を目にし影響を受けた可能性が指摘されている。

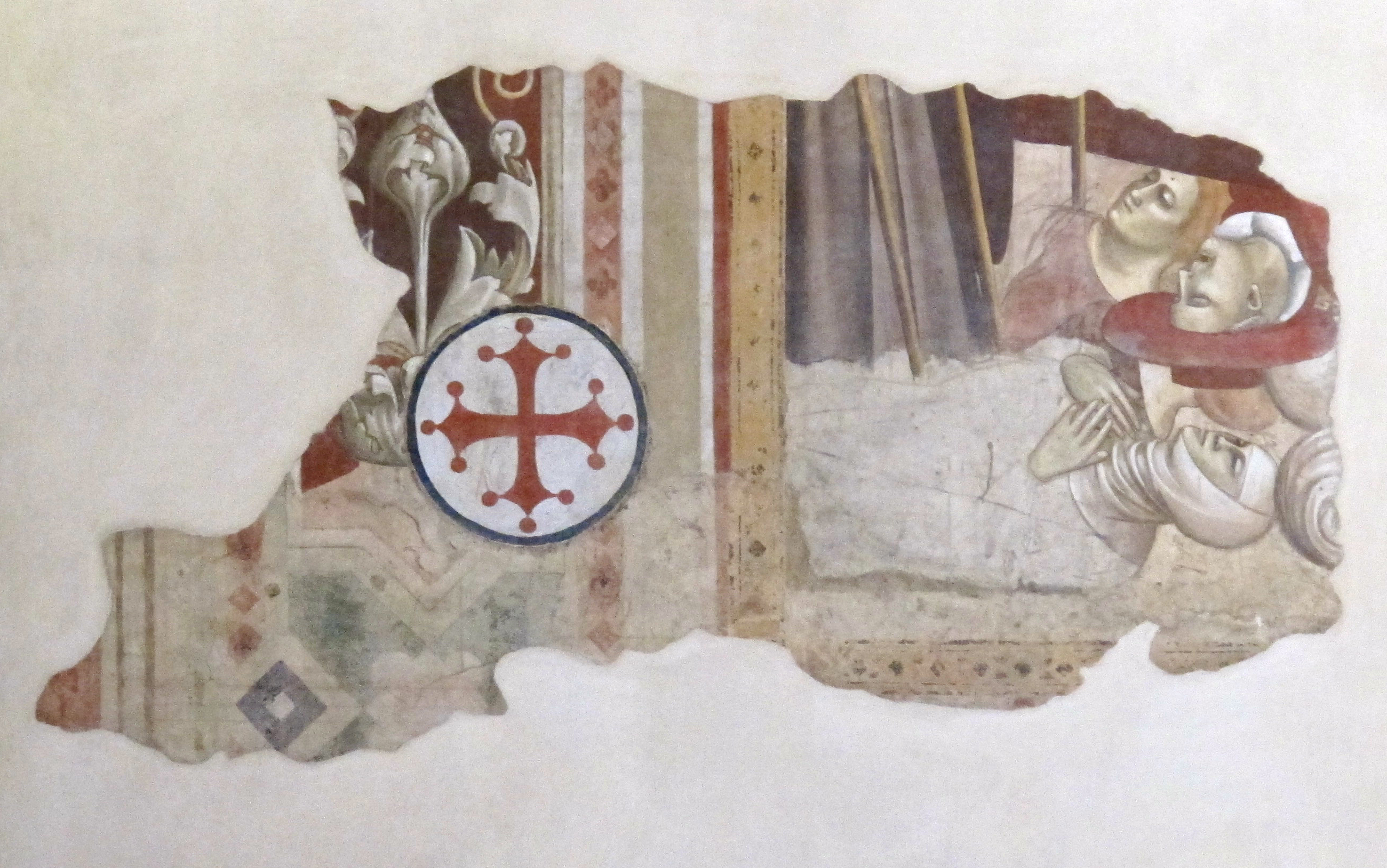
フィレンツェ、サンタ・クローチェ聖堂壁画（断片・部分、1350年頃、アンドレア・オルカーニャ作）
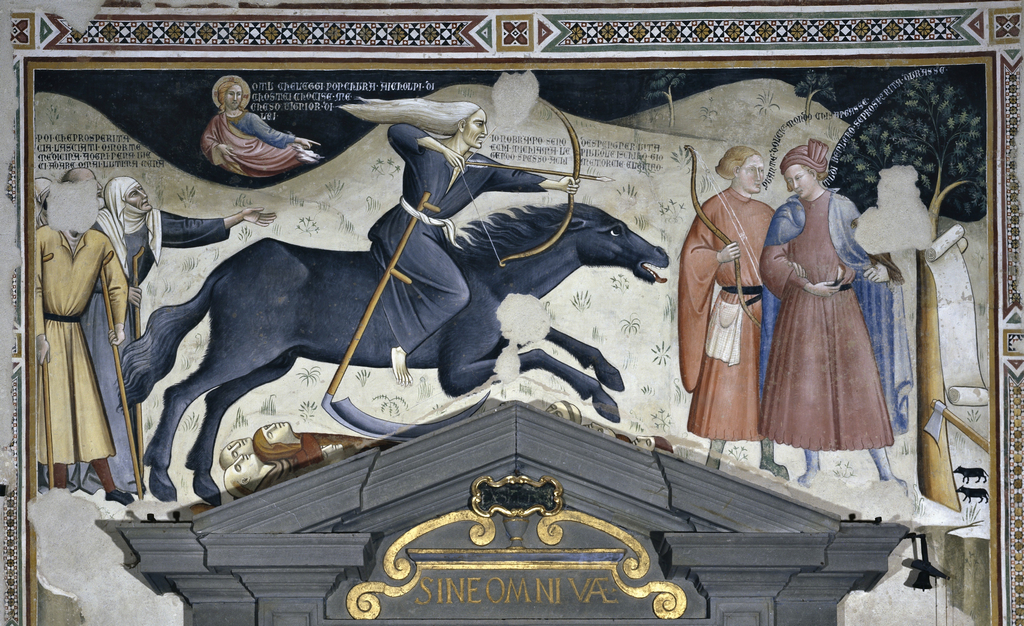
ルチニャーノ、聖フランチェスコ教会壁画（1360年代、バルトロ・ディ・フレーディ（英語版）作）
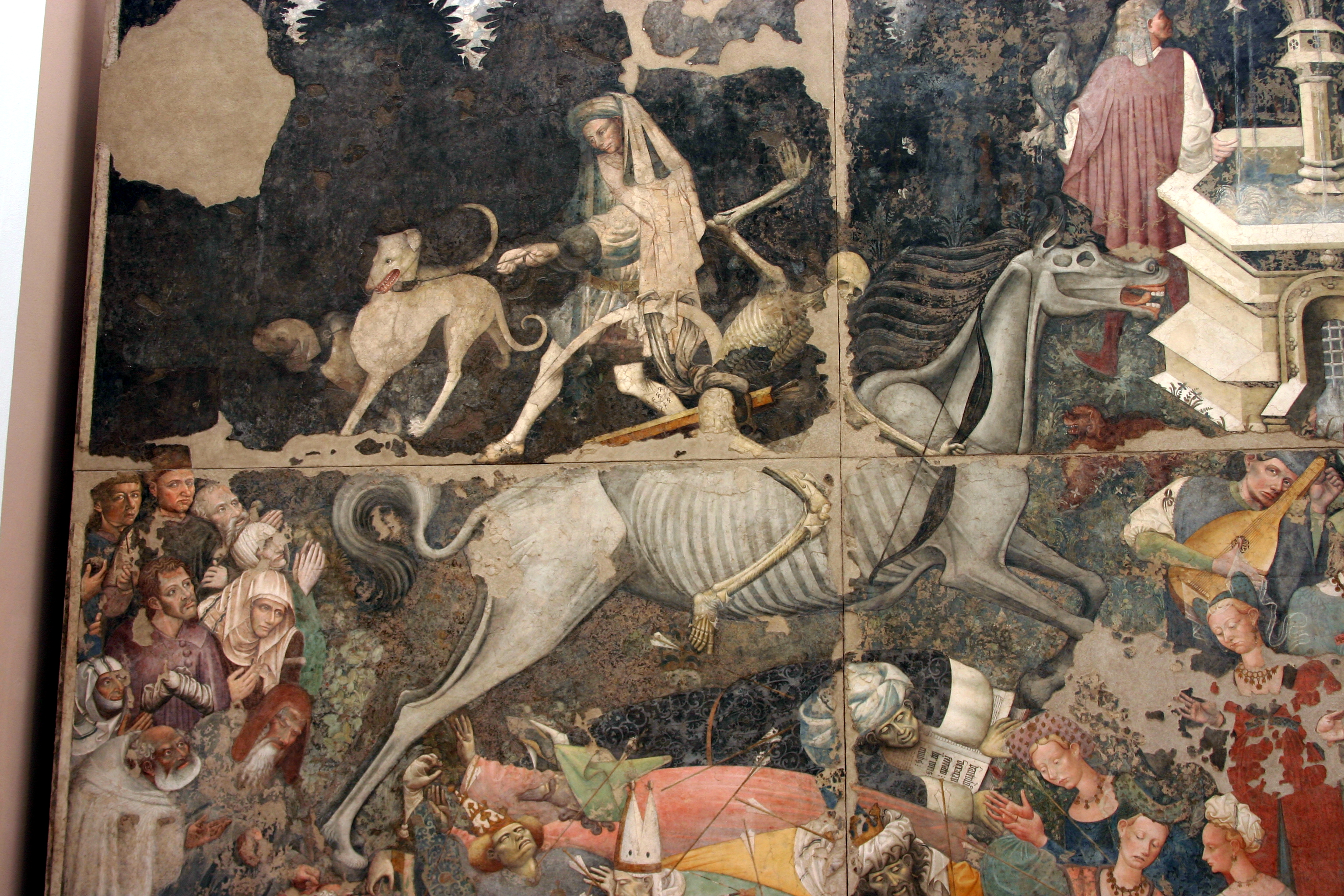
パレルモ、スクラファーニ宮殿（英語版）壁画（15世紀中頃） 現在はシチリア州立美術館（英語版）所蔵
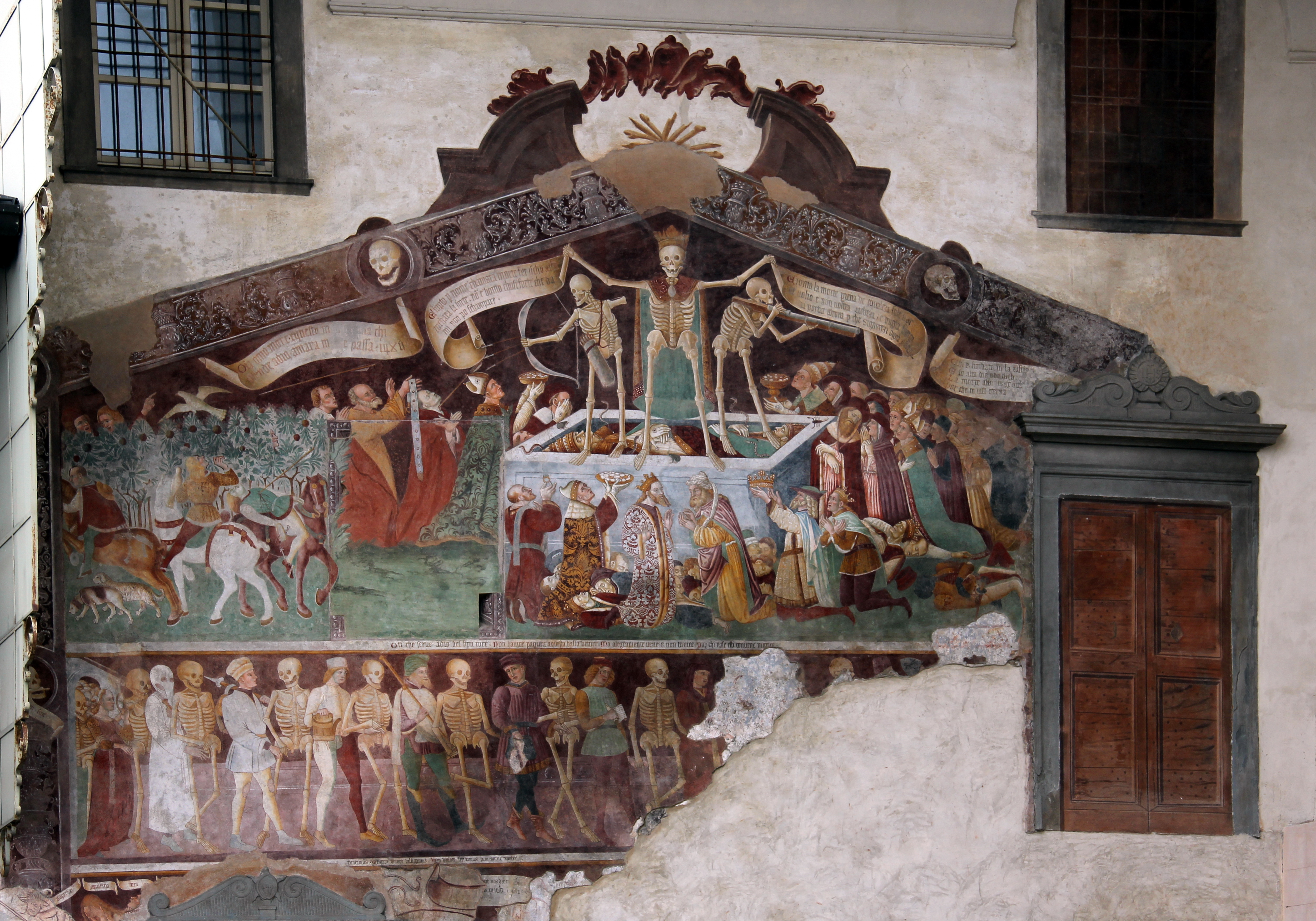
クルゾーネ、サンタ・アスンタ聖堂付属ディシプリーニ礼拝堂壁画（1485年頃） 上段に死の勝利、下段に死の舞踏が同居した作例
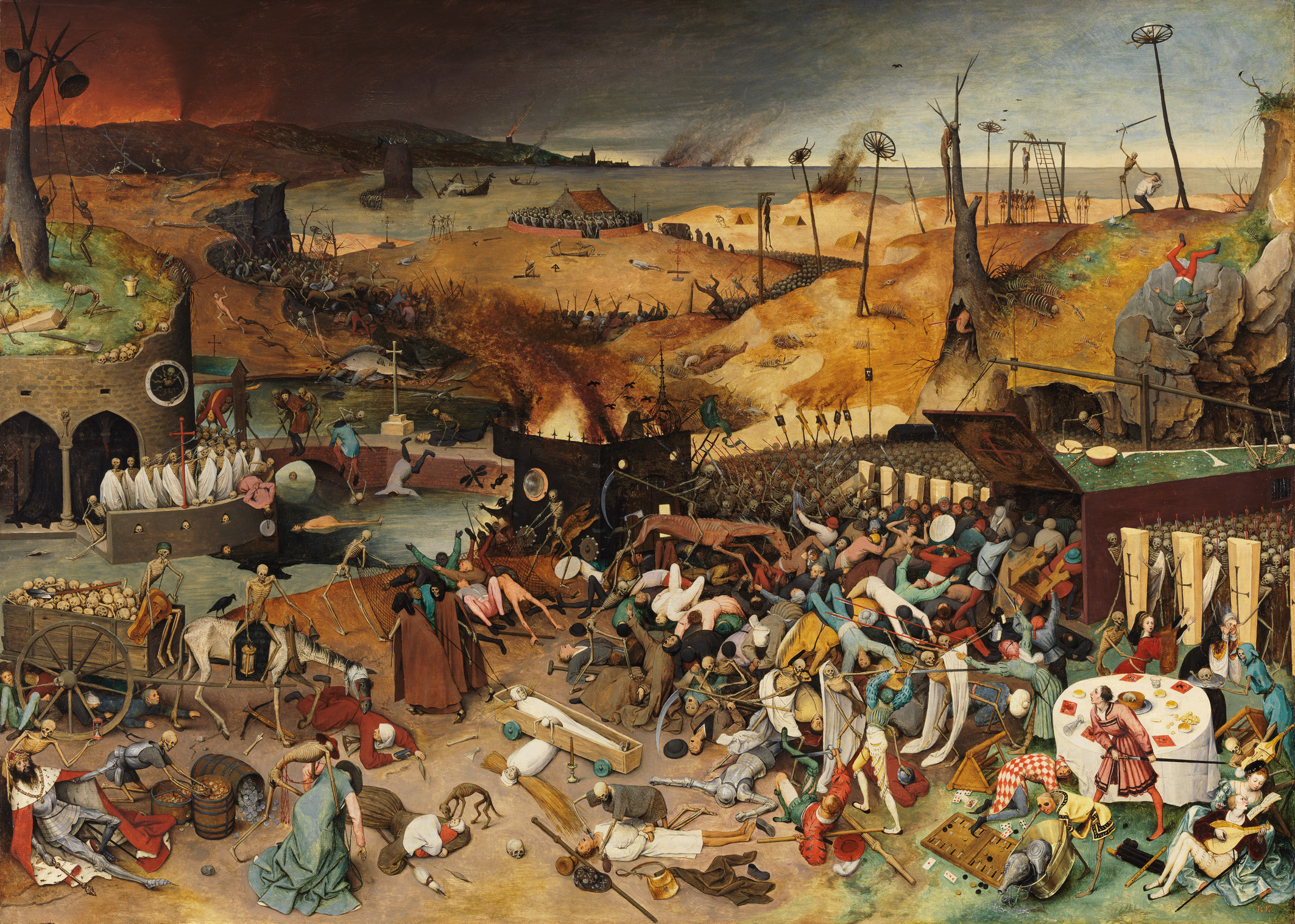
ピーテル・ブリューゲル『死の勝利』（油彩、1562年頃） プラド美術館所蔵

### 参照
1. ↑  新西洋美術史、131頁。
2. 1 2 3  森2017、136頁。
3. 1 2 3 4 5  阿部・森1984、79頁。
4. ↑  新西洋美術史、131-2頁。
5. 1 2  小池・廣川、44頁。
6. 1 2  オルランディ、45頁。
7. ↑  ロバーツ、50頁。
8. ↑  世界美術全集、104頁。
9. ↑  阿部・森1984、96頁。
10. ↑  小池・廣川、89頁。
11. ↑  早坂、85頁。
12. ↑  森2017、134頁。